# Cristian Paulucci
Cristian Oscar Paulucci (ur. 20 stycznia 1973 w Noetinger) – argentyński piłkarz pochodzenia włoskiego występujący na pozycji pomocnika, trener piłkarski, od 2025 roku prowadzi chilijski Deportes La Serena.